# Пешхойн Домба
Домбай Пешхойн (чечен. Пешхойн Домба; Чечня, Урус-Мартан — 1840, Имамат) — чеченский предводитель времён Кавказской войны и Северо-Кавказского имамата. Представитель тайпа Пешхой. 

## Биография
7 февраля 1837 года Домбай вместе с Умаханом командовал чеченскими ополченцами в сражении с царскими войсками в районе аулов Койсым-Ирзау и Сало-Юрта, находившихся у подошвы Черных гор. В том же месяце Домбай вместе с другими известными чеченскими предводителями, Ташу-Хаджи, Уди-Муллой, Умаханом и Оздемиром пригласили Шамиля с дагестанскими отрядами для совместных действий против царских отрядов в Чечню. В феврале—марте 1840 года был одним из руководителей всеобщего восстания в Чечне. В том же году был в числе чеченских предводителей пригласивших Шамиля в Чечню. 15 марта 1840 года Домбай получил ранение в рейде имама Шамиля к Назрани с целью привлечь ингушей на свою сторону.
Домбай принимал участие в сражении на реке Валерик, произошедшем 11 (23) июля 1840 года примерно в 39 км юго-западнее крепости Грозная (ныне город Грозный) между отрядом русской армии генерал-лейтенанта А. В. Галафеева и северокавказскими войсками горцев имамата под командованием мудира имама Шамиля Ахбердила Мухаммеда и чеченского предводителя Исы Гендаргеноевского из Урус-Мартана, описанного в своём стихе М. Ю. Лермонтовым. В этом сражении, по преданиям Домбай получил тяжелое ранение, от которого вскоре погиб.